# Pitrosari
Pitrosari is een bestuurslaag in het regentschap Temanggung van de provincie Midden-Java, Indonesië. Pitrosari telt 1609 inwoners (volkstelling 2010).